# سفارت چین در کیف
سفارت چین در کیف (به لاتین: Embassy of China) یک سفارت در اوکراین است که در کی‌یف واقع شده‌است.